# Jann-Fiete Arp
Jann-Fiete Arp (ur. 6 stycznia 2000 w Bad Segeberg) – niemiecki piłkarz występujący na pozycji napastnika w duńskim klubie Odense Boldklub.

## Kariera
Arp występował w młodzieżowych drużynach SV Wahlstedt (2004–2010) oraz Hamburger SV (2010–2017). W 2017 został zawodnikiem pierwszej drużyny Hamburger SV. W Bundeslidze zadebiutował 30 września 2017 w zremisowanym 0:0 spotkaniu z Werderem Brema. Pierwszą bramkę w tych rozgrywkach zdobył 28 października 2017 w przegranym 1:2 meczu z Hertha BSC. W sezonie 2017/2018 Arp rozegrał 18 spotkań w lidze niemieckiej, w których strzelił 2 gole, natomiast Hamburger SV spadł do 2. Bundesligi. W lutym 2019 Bayern Monachium ogłosił transfer Arpa do swojego zespołu. Zawodnik miał opcje dołączenia do tego klubu latem 2019 lub latem następnego roku. Ostatecznie przeszedł do zespołu z Bawarii latem 2019 za 3 miliony euro. Z powodu kontuzji oraz innych problemów zdrowotnych, w sezonie 2019/2020 nie rozegrał ani jednego spotkania w pierwszym zespole Bayernu. Występował za to w drużynie rezerw. W sezonie 2020/2021 Arp również występował w drugiej drużynie Bayernu. W 2021 został wypożyczony do grającego w 2. Bundeslidze Holsteinu Kiel. W 2022 definitywnie przeszedł do zespołu z Kilonii. W sezonie 2023/2024 Holstein awansował do Bundesligi. Latem 2025 Arp podpisał 3-letni kontrakt z duńskim Odense Boldklub.
Arp w latach 2015–2019 był młodzieżowym reprezentantem Niemiec. Najwięcej spotkań rozegrał dla kadry do lat 17 – wystąpił w 19 meczach, w których strzelił 18 goli. Był uczestnikiem Euro U-17 2017 oraz Mistrzostw Świata U-17 2017.